# دومین مجری مرگ

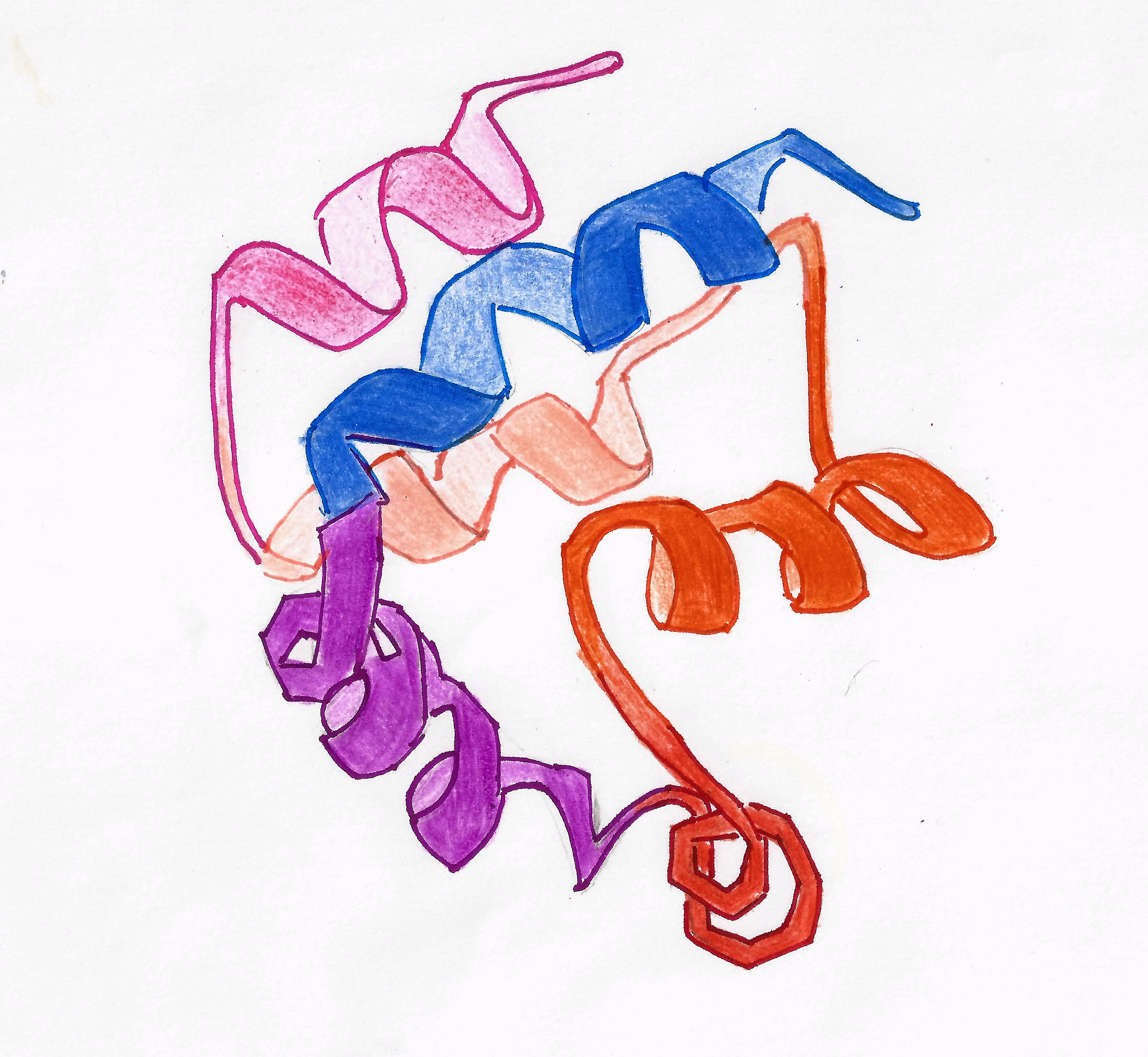
ساختار ثالثیه دومِـین مجریِ مرگ در پروتئین FADD

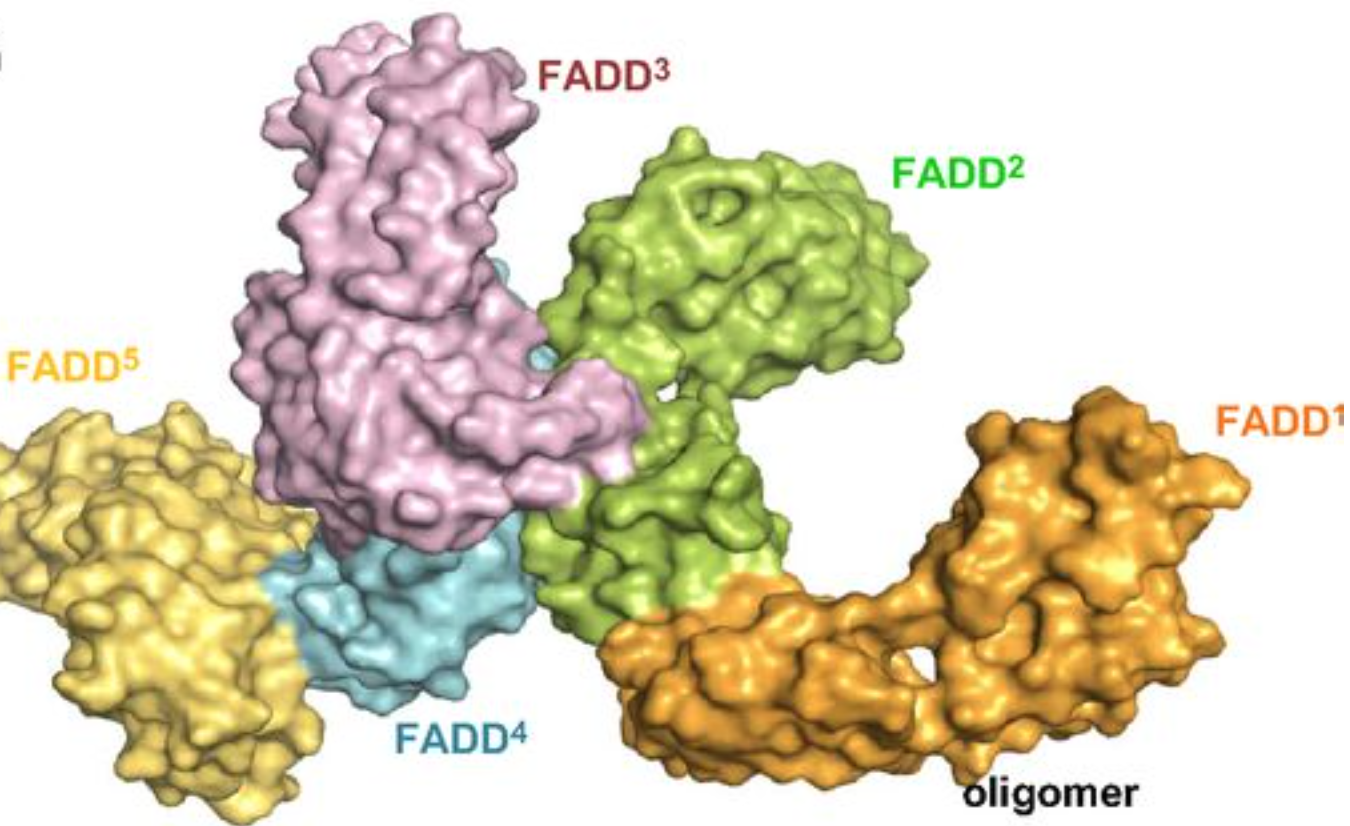
تجمع و تشکیل مولکولی FADD جهت ساختِ ساختار زنجیرمانندِ «دومین مجری مرگ». هر یک از مولکولهای FADD در رنگ‌های مجزایی نمایش داده شده‌است.

دومِـین مجریِ مرگ (انگلیسی: Death effector domain) یا به‌اختصار «DED»، یک دومِـین واکنش‌دهنده در پروتئین است که تنها در یوکاریوت‌ها یافت می‌شود و در تنظیمِ تعدادی از مسیرهای مهمِ سیگنال‌دهی در سلول‌ها نقش دارد.
دومین مجریِ مرگ در کاسپازها (سیستئین پروتئاز) و پروتئین‌هایی که همچون FADD کارشان تنظیم فعال‌شدگی کاسپازها در فرایند آپوپتوز است، دیده می‌شود. FADD، پیش‌سازهای کاسپاز ۸ و کاسپاز ۱۰ را در ۱۰ کمپلکسِ ترکیبیِ سیگنال‌دهی مرگ سلولی (DISC) به‌کار می‌گیرد. این کمپلکس‌های ترکیبی، پیش‌سازهای غیرفعال یادشده را مبدل به فرم‌های فعال‌شان نموده که در نهایت فرایند آپوپتوز را آغاز می‌کنند.
به‌لحاظِ ساختمانی، دومین مجری مرگ، زیرگروهی از موتیف‌های ساختاری پروتئین موسوم به تاشدگی مرگ هستند که ۶ مارپیچ آلفا دارند و شباهت ساختمانی بسیاری با دومین مرگ دارند.
اگرچه وظیفهٔ اصلی دومِـین مجریِ مرگ، حضور در فرایند مرگ برنامه‌ریزی‌شدهٔ سلول است، اما در پروتئین‌های حاوی این دومین، در سایر فرایندهای سلولی هم دخالت دارند تا بدین ترتیب در تصمیم‌گیری برای مرگ و زندگی سلول نقش مهمی ایفا کنند.